# Perlada de la filipèndula
La perlada de la filipèndula (Brenthis hecate) és una espècie de lepidòpter papilionoïdeu de la família dels nimfàlids (Nymphalidae) present als Països Catalans.

## Distribució
Es distribueix pel sud d'Europa, Turquia, l'Iran, centre d'Àsia i Altai. A la península Ibèrica es troba en colònies disperses en serres de la meitat nord i est peninsular.

## Hàbitat
Prats amb flors, generalment protegits per arbustos o bosc obert. L'eruga s'alimenta preferentment de Filipendula ulmaria.

## Període de vol
Una generació a l'any entre finals de maig i començaments de juliol, encara que en zones de Grècia i Bulgària vola entre finals d'abril i començaments de maig.